# 여자가 고백할 때
여자가 고백할 때는 1969년 공개된 대한민국의 영화이다.

## 배역
- 문정숙
- 신성일
- 남궁원
- 윤일봉
- 김의향
- 지니한
- 박병기
- 박기택
- 장인한
- 석운아
- 박선경
- 김지미